# 스트리트 파이터 III: 뉴 제너레이션
《스트리트 파이터 III: 뉴 제너레이션》는 캡콤이 제작한 아케이드 대전 격투 게임이다. 《스트리트 파이터》 본편 시리즈 네 번째 작품으로, 캡콤의 CD-ROM 기반 아케이드 기판인 CP 시스템 III으로 개발돼 전작 《스트리트 파이터 알파》 게임들보다 발전된 2D 그래픽을 선보였다. 시간대상 《스트리트 파이터 II》의 뒤를 다룬 후속작으로 류와 켄를 제외한 출연진 전원이 새로운 인물로 구성된 것이 특징이다.
업데이트판으로 1997년 《스트리트 파이터 III: 세컨드 임팩트》, 1999년 《스트리트 파이터 III: 서드 스트라이크》가 출시됐다. 본작의 경우 드림캐스트로 《2nd 임팩트》와 함께 이식된 합본 《스트리트 파이터 III: 더블 임팩트》에 수록됐다.

## 반응
출시 당시 《스트리트 파이터 III: 뉴 제너레이션》은 아케이드 캐비넷이 1,000개 가량의 판매량에 그쳐 10억 엔에 달아는 개발금에 미치지 못하는 저조한 성적을 거뒀다. 일본 잡지 게임 머신 1997년 4월 1일자에서 해당 게임을 그 해 가장 성공적인 아케이드 게임을 선정했다.

## 참조
1. ↑  영어: Street Fighter III: New Generation, 일본어: ストリートファイターⅢ